# Жучна кеса
Жучна кеса (лат. vesica fellea, vesica billiaris) је крушколики орган који служи као резервоар за жуч, која се у њему концентрише и постаје три до четири пута гушћа од оне која долази из јетре. Жуч се по потреби испушта у дванаестопалачно црево при варењу хране као додатни разлагач масне хране.
Жучна кеса је дуга од 8-11 cm и смештена је на доњој страни десног и јетреног режња. Јетра непрекидно лучи жуч без обзира на варење и та жуч напушта јетру кроз јетрин одводни канал а кроз жучни канал иде у дванаестопалачно црево. Ако нема варења, Одијев сфинктер је затворен и жуч мора назад у жучну кесу где јој се одузима вода. На овај начин она постаје концентрованија и способнија за разградњу унесене хране.
У жучној кеси налази се око 50 ml жучи која се отпушта када храна која садржи масти уђе у цревни тракт, стимулишући лучење холецистокинина.
Жучну кесу посједују кичмењаци (осим коња и пацова), док бескичмењаци не посједују.